# Via Trajana-Montsolís
Via Trajana-Montsolís és un barri de la ciutat de Sant Adrià de Besòs, conegut també com la Verneda (de Sant Adrià). La Verneda era una extensa zona poblada de verns, ja citada el segle xvi, avui dia partida entre els municipis de Barcelona (barri de la Verneda i la Pau) i Sant Adrià de Besòs.
El barri queda delimitat pel riu Besòs, el carrer Guipúscoa i l'antiga carretera de Mataró (que el separa del barri adrianenc de Besòs), mentre que a l'oest delimita amb els barris barcelonins de la Verneda i la Pau i Bon Pastor. El barri està constituït per dos zones ben diferenciades: Montsolís, una zona bàsicament industrial i Via Trajana, una barriada situada a banda i banda dels municipis de Barcelona i Sant Adrià, paral·lela al carrer homònim.

## Montsolís
Montsolís és una barriada industrial, situat al Nord del barri. A finals de la dècada del 1920 es va iniciar la urbanització dels terrenys que en un principi en formaven part 17 cases de planta baixa. Ja l'any 1930 Montsolís tenia 56 cases habitades per 61 famílies. L'any 1955, després de l'aprovació d'un pla parcial d'ordenació, es creà el polígon Montsolís, d'ús bàsicament industrial de naus de dimensions mitjanes. La primogènia zona residencial va quedar envoltada per naus, magatzems i indústries. Encara avui dia es conserven les cases de la dècada del 1920, els millors exemples es troben als carrers Verneda, Prat i Mare de Déu de Montserrat.
Algunes de les cases i detalls de les portes:

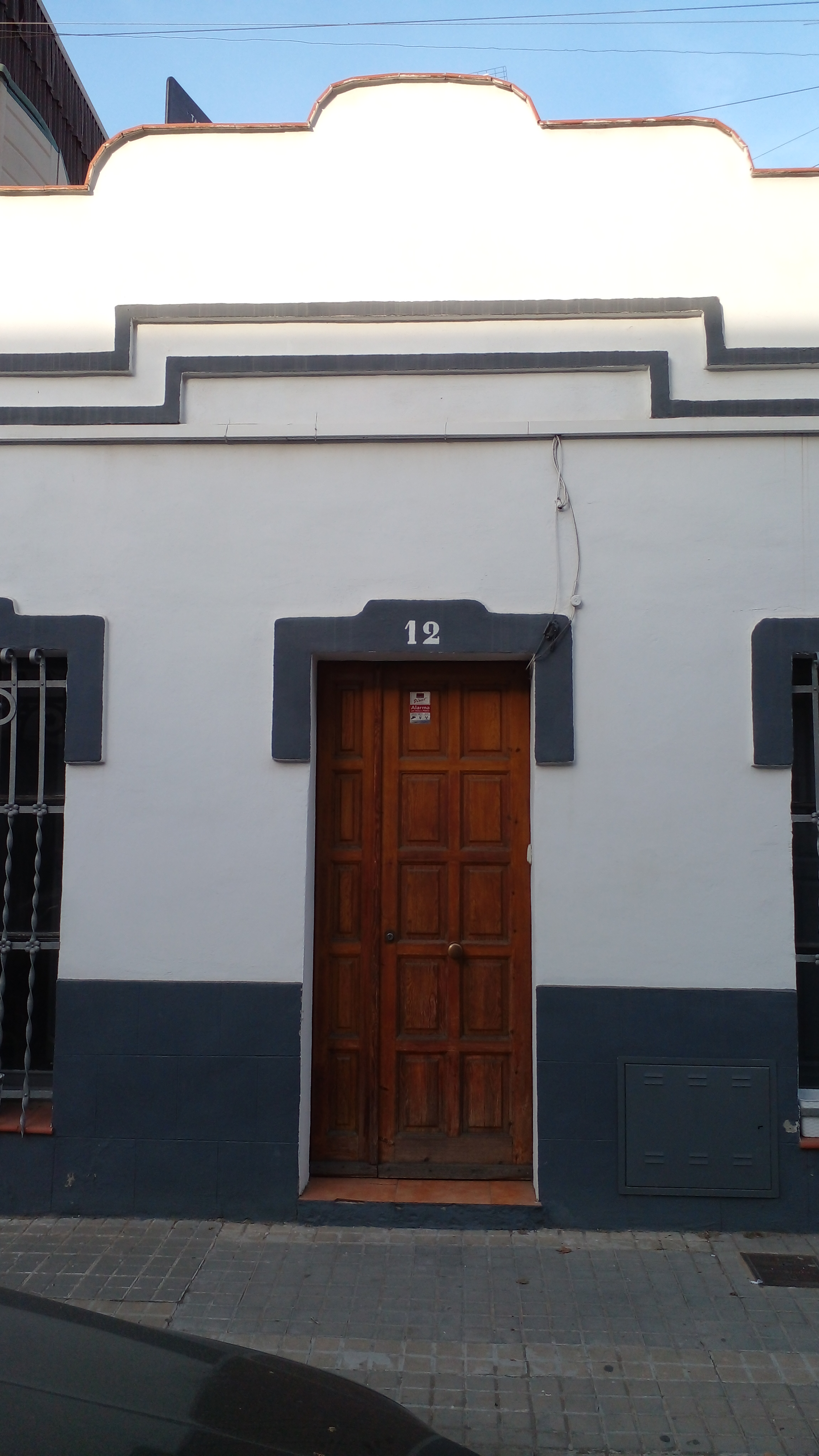
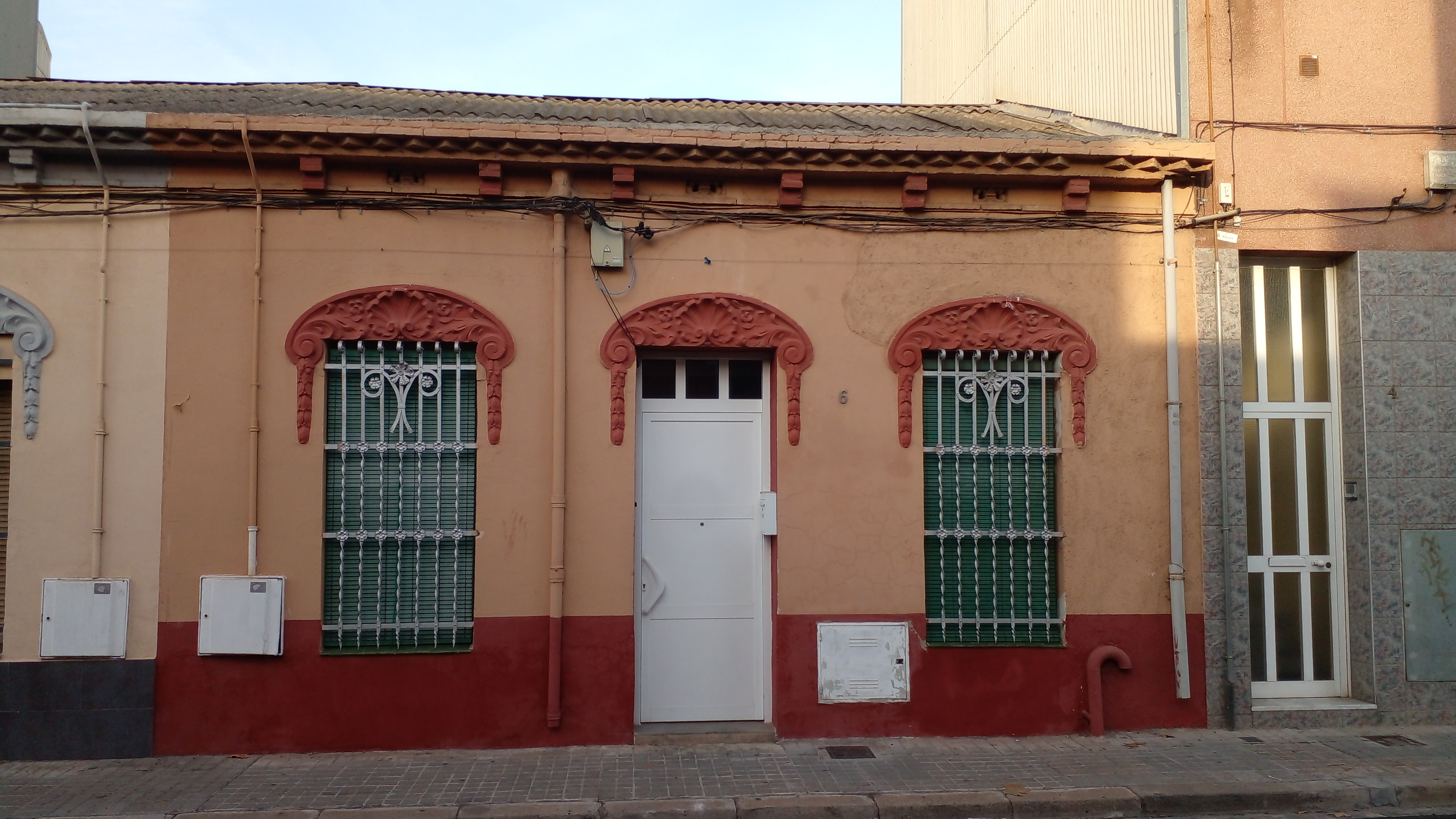
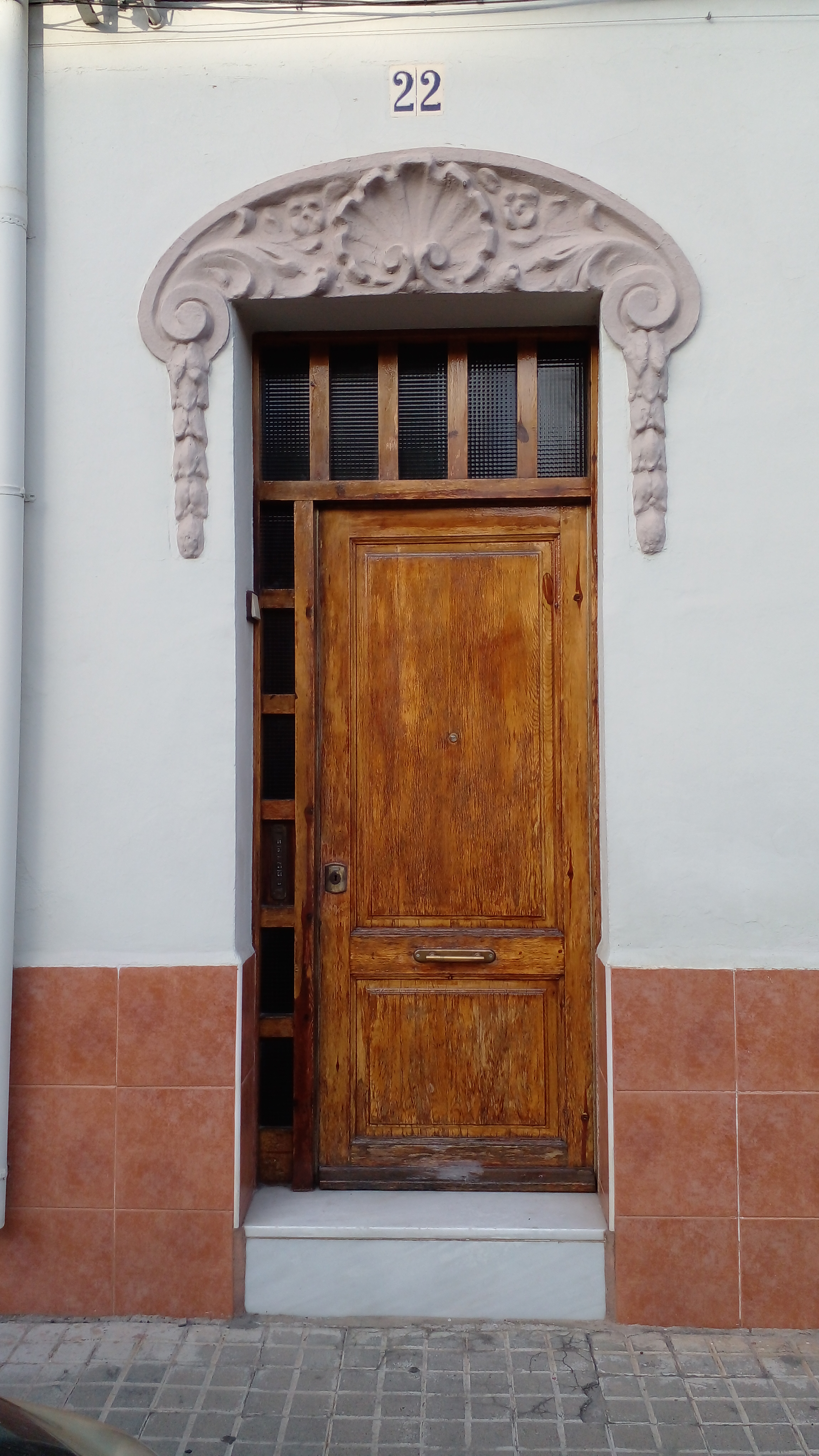
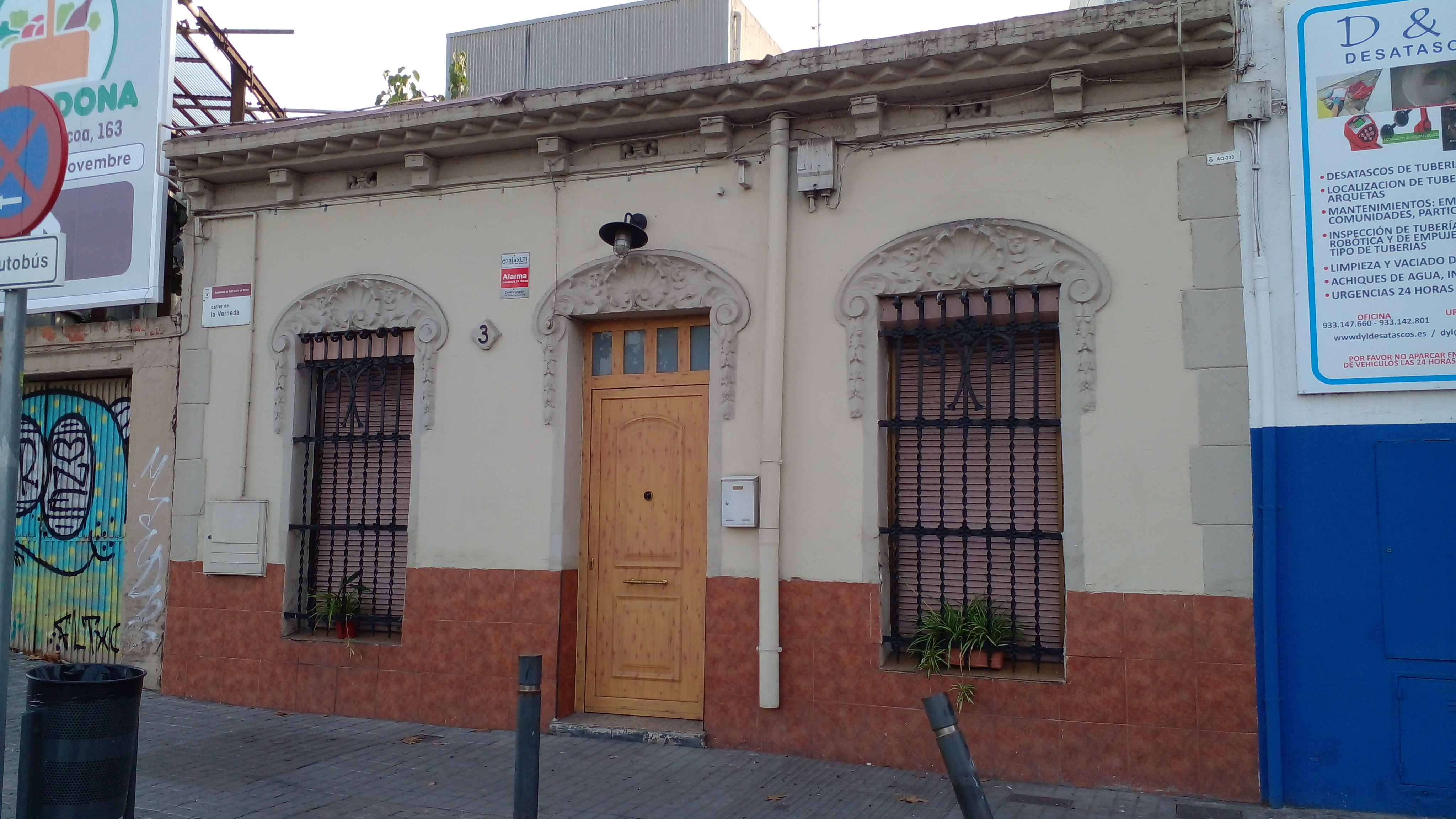
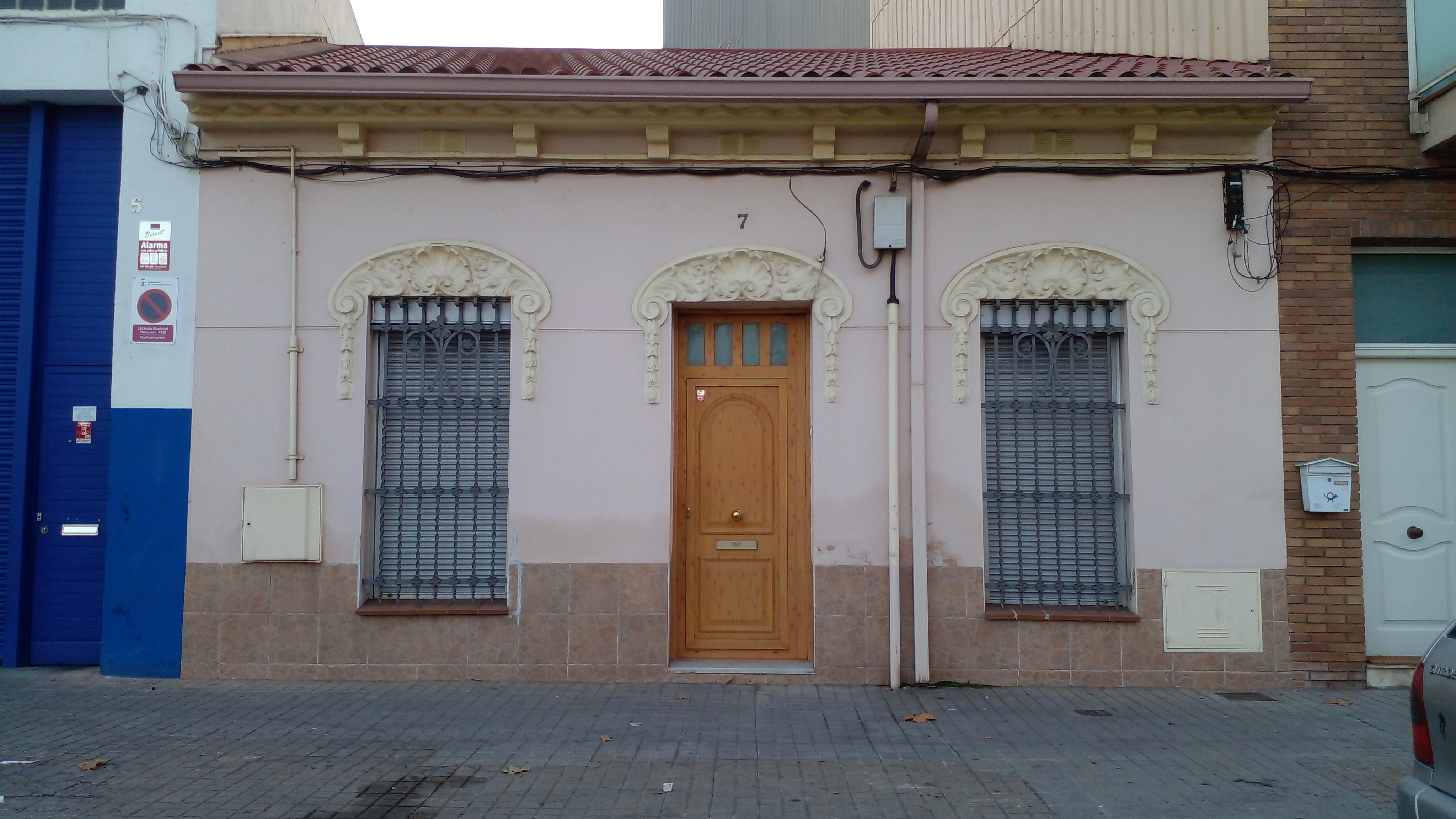
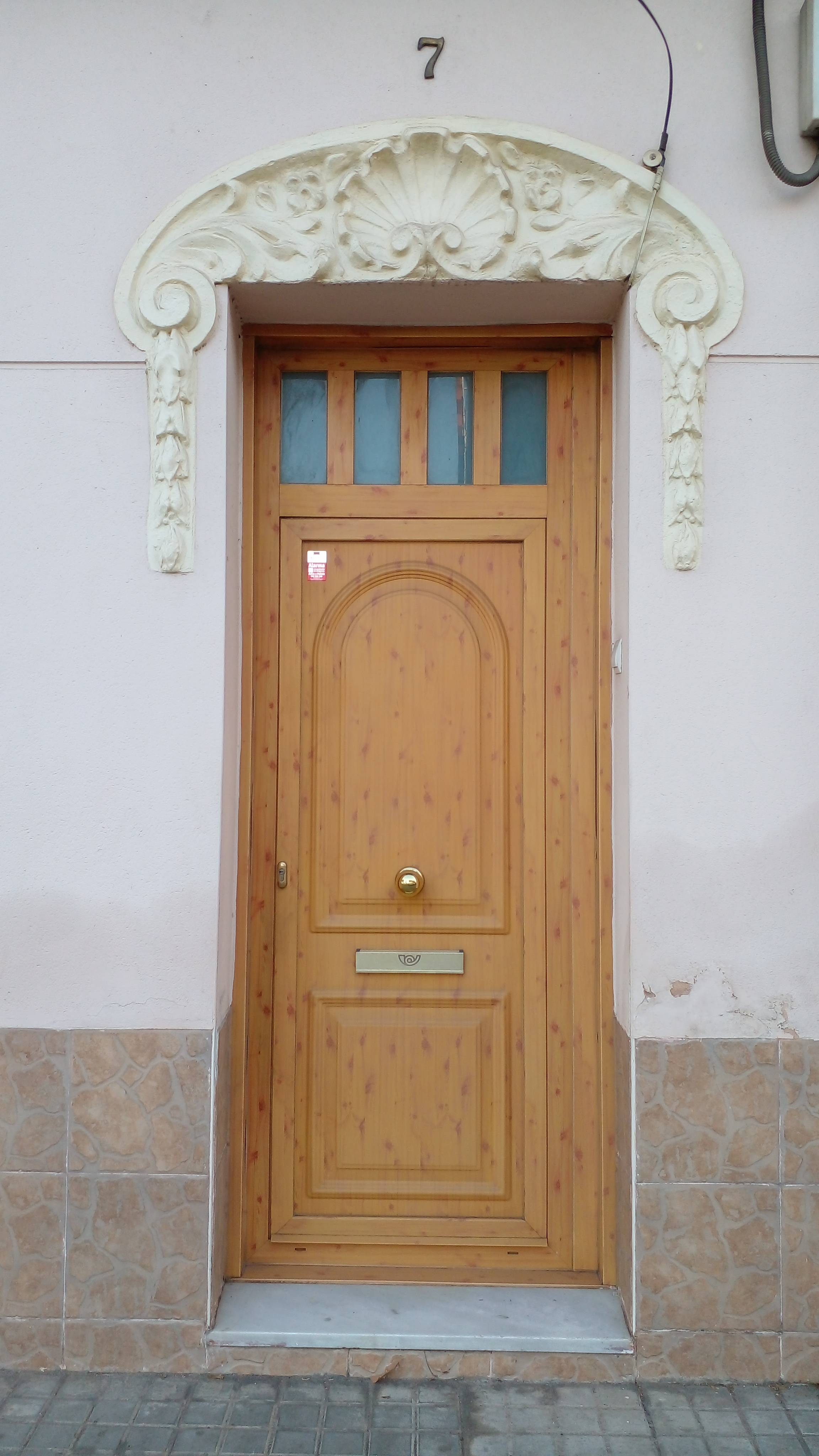

## Via Trajana
El polígon residencial Via Trajana és un conjunt de blocs de pisos situats entre les vies de la línia R1 de rodalies i el carrer de Via Trajana. El grup d'habitatges es va construir el 1953 pel Patronat Municipal de la Vivenda de Barcelona, entre els municipis de Barcelona i Sant Adrià del Besòs. Els habitatges es van construir en dues fases: en la primera es construïren sis blocs que es van ocupar en 1953 i a continuació la segona fase amb uns altres 12.
El barri de Via Trajana va néixer per la necessitat d'allotjar als barraquistes que hi havia a l'actual Zona Universitària de la Diagonal, amb motiu de la celebració del Congrès Eucarístic Internacional a la ciutat de Barcelona. Per a la construcció es va utilitzar una addició en el formigó armat de les estructures per accelerar-ne la construcció, que posteriorment va causar que els edificis patissin patologies estructurals.

## Llocs d'interès
En una illa situada entre el carrer Guipúscoa i l'antiga Carretera de Mataró es trobava la fàbrica de cotxes de la Biscuter. Pròxima a la fàbrica però a l'altra banda de les vies del tren, es troba l'església de les Santes Juliana i Semproniana construïda el 1950 i dedecorada amb relleus de l'artista suís Charles Collet. Altres punts d'interès del barri són:
- Creu de terme del carrer Guipúscoa
- Arc adrianenc
- Camí de la Verneda
- Pavelló d'Hoquei Tucans[6]